# Kezsmai járás
A Kezsmai járás (oroszul: Кежемский район) Oroszország egyik járása a Krasznojarszki határterületen. Székhelye Kogyinszk.

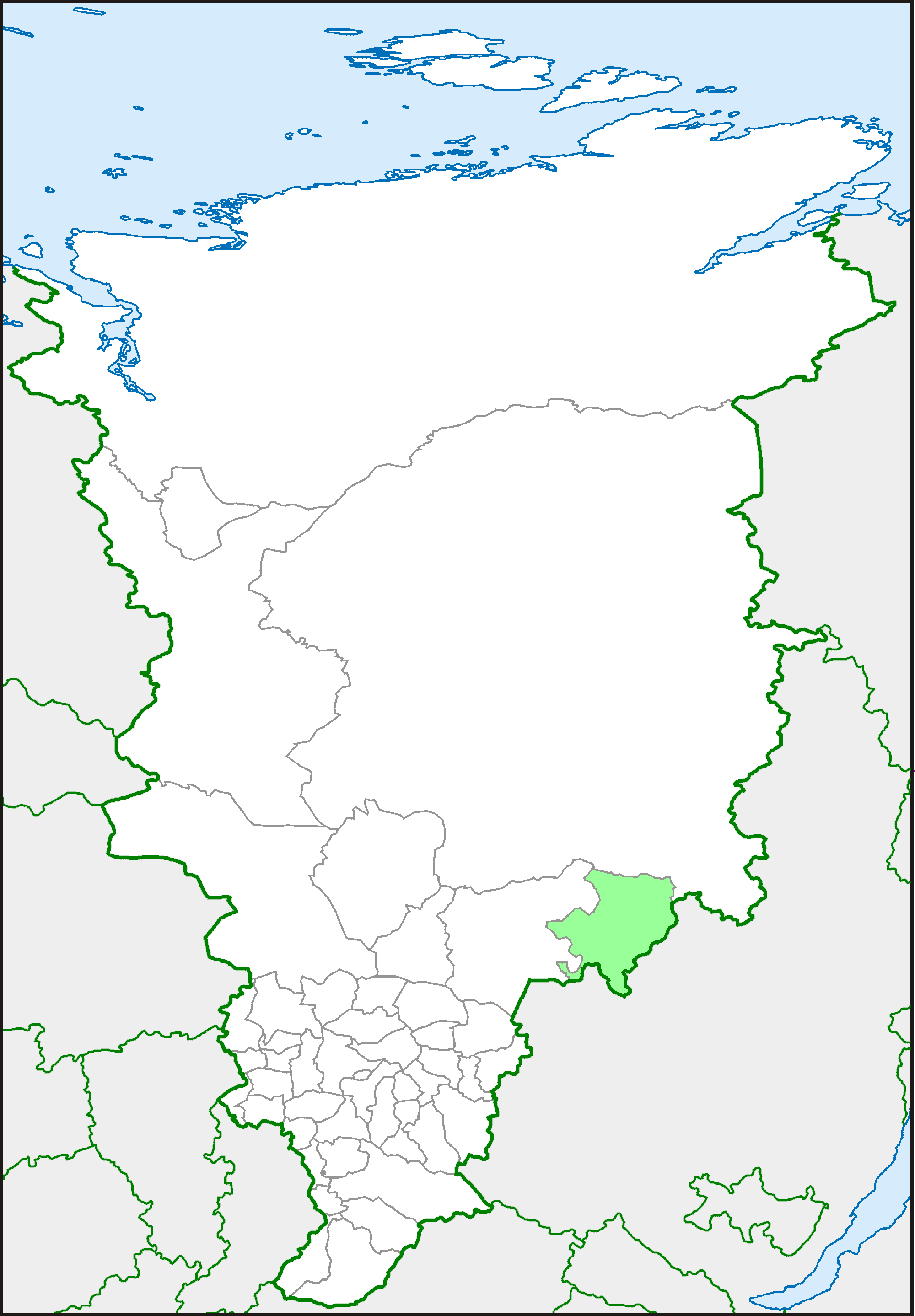
A Kezsmai járás a Krasznojarszki határterületen

## Népesség
- 1989-ben 31 233 lakosa volt.
- 2002-ben 24 997 lakosa volt.
- 2010-ben 22 077 lakosa volt.